# Жезуполис
Жезуполис (порт. Jesúpolis) — муниципалитет в Бразилии, входит в штат Гояс. Составная часть мезорегиона Центр штата Гойас. Входит в экономико-статистический микрорегион Анаполис. Население составляет 2144 человека на 2006 год. Занимает площадь 120,919 км². Плотность населения — 17,7 чел./км².

## Статистика
- Валовой внутренний продукт на 2003 год составляет 7 754 235,00 реалов (данные: Бразильский институт географии и статистики).
- Валовой внутренний продукт на душу населения на 2003 год составляет 3631,96 реалов (данные: Бразильский институт географии и статистики).
- Индекс развития человеческого потенциала на 2000 год составляет 0,721 (данные: Программа развития ООН).